# FESTin 2018
Das FESTin 2018 war die neunte Ausgabe des FESTin-Filmfestivals (offiziell: FESTin – Festival de Cinema Itinerante da Língua Portuguesa, zu deutsch: Wanderndes Filmfestival der portugiesischen Sprache), ein jährliches Filmfestival für Filme des portugiesischen Sprachraums.
Es fand vom 27. Februar bis zum 6. März 2018 im Lissabonner Cinema São Jorge statt, erneut mit Workshops, Gesprächsrunden und Musik am Rande der Filmvorführungen. Eröffnungsfilm war Como nossos pais der Brasilianerin Laís Bodansky. Diesmal kooperierte das FESTin mit dem zeitgleich verlaufenden Guiões – Festival de Roteiros de Língua Portuguesa, einem Treffen für Drehbuchautoren portugiesischer Sprache. Zudem wurden Festivalfilme in einer Kooperation mit dem LusophoneFilmFest online auch in Kenia, Australien, Tansania, Kambodscha und in der ehemaligen portugiesischen Besitzung Macau in China gezeigt.
Schwerpunktthema des Festivals waren Osttimor und Filme aus den afrikanischen Staaten portugiesischer Sprache (PALOP), letztere mit der eigenen Filmreihe Os diferentes sotaques da língua portuguesa (portugiesisch für: die verschiedenen Akzente in der portugiesischen Sprache), dazu wurden die Filmreihen Mostra Latim (Filme aus Ländern mit Latein als Ursprung ihrer Sprache, hier insbesondere Kuba, Spanien, Rumänien, Italien und Frankreich), Mostra Social (Filme mit gesellschaftlichen und sozialen Themen), und die traditionellen Filmreihen zum brasilianischen Kino, zur sozialen Inklusion und FESTinha für Kinder- und Jugendfilme gezeigt.
Filme aus allen neun Ländern der Gemeinschaft der Portugiesischsprachigen Länder wurden gezeigt. Im Wettbewerb starteten dabei neun Langfilme, neun Dokumentarfilme und 16 Kurzfilme, im Wettbewerb FESTinha für Kinder- und Jugendfilme liefen 13 Filme.
Der wandernde Teil des FESTin 2018 fand in Kap Verde statt, wo 24 Filme gezeigt wurden.

## Preisträger
- Langfilm (Jury: Solveig Nordlund (Portugal/Schweden), Camilo Cavalcante (Brasilien) und Rui Vilhena (Portugal/Mosambik)):
  - Bester Spielfilm: Redemoinho (Brasilien, Regie: José Luiz Villamarim)
  - Bester Spielfilm – Kritikerpreis: Açúcar (Brasilien, Regie: Renata Pinheiro und Sérgio Oliveira)
    - Nennung ehrenhalber – Kritikerpreis: Mulher do pai (Brasilien, Regie: Cristiane Oliveira)

  - Bester Spielfilm – Publikumspreis: Como nossos pais (Brasilien, Regie: Laís Bodanzky)
  - Beste Schauspielerin: Grace Passô (Brasilien, für Praça Paris)
  - Bester Schauspieler: Marat Descartes (Brasilien, für Mulher do pai)
  - Beste Regie: José Luiz Villamarim (für Redemoinho)

- Kurzfilm (Jury: Danilo Godoy (Brasilien/Portugal), Paulo Carneiro (Portugal) und Ulika da Paixão Franco (Angola)):
  - Bester Kurzfilm: A Gis (Portugal, Regie: Thiago Carvalhaes)
    - Nennung ehrenhalber: África na Europa (Guinea-Bissau/Portugal, Regie: Atcho Express (Jacinto Mango))
    - Nennung ehrenhalber: Carga (Portugal, Regie: Luis Campos)

  - Bester Kurzfilm – Publikumspreis: Hospital da memória (Brasilien, Regie: Pedro Paula de Andrade)

- Dokumentarfilm (Jury: Alexandra Amorim (Portugal), Benvindo do Rosário (Kap Verde) und Ricardo Gross (Portugal)):
  - Bester Dokumentarfilm: Saudade (Brasilien, Regie: Paulo Caldas)
    - Nennung ehrenhalber: Serviçais das memórias à identidade (São Tomé und Príncipe, Regie: Nilton Medeiros)

  - Bester Dokumentarfilm – Publikumspreis: Serviçais das memórias à identidade (São Tomé und Príncipe, Regie: Nilton Medeiros)

- Kinder- und Jugendfilm (FESTinha)
  - Bester Kinder- und Jugendfilm – Publikumspreis: Como surgiram as estrelas (Brasilien, Regie: Renato Barbieri und Adriana Meirelles)[5][6]